# Robert Devereux (jogador de rugby)
Robert Humphrey Coleman Devereux (24 de agosto de 1897 — 28 de abril de 1974) foi um jogador de rugby union estadunidense, campeão olímpico.

## Carreira
Durante sua carreira esportiva, ele foi associado aos clubes Stanford Cardinal e depois ao Clube Olímpico. Ele integrou a equipe da Seleção dos Estados Unidos que conquistou a medalha de ouro nos Jogos Olímpicos de Verão de 1924 em Paris. Ele jogou as duas partidas desta competição, nas quais os americanos derrotaram a Romênia por 37–0 no Stade de Colombes em 11 de maio, e uma semana depois derrotaram a França por 17–3.
Após encerrar a carreira esportiva, tornou-se corretor de seguros. Juntamente com outros medalhistas de ouro do rugby union, ele foi incluído no Hall da Fama do IRB em 2012.